# Exército de Libertação do Povo Bamar

Bandeira da organização.

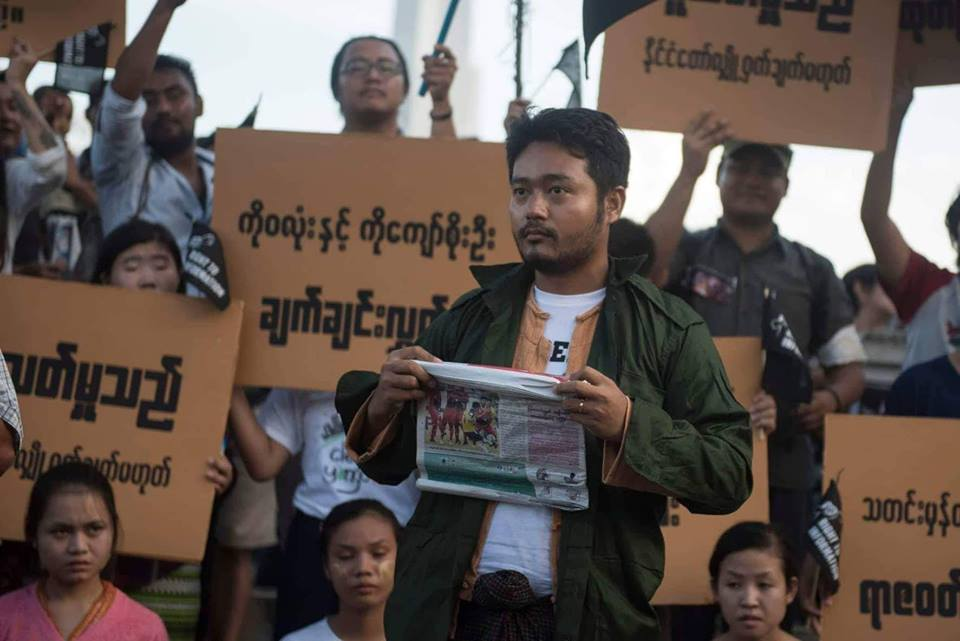
Maung Saungkha, líder e fundador.

O Exército de Libertação do Povo Bamar (em inglês:  Bamar People's Liberation Army, BPLA) é uma organização étnica armada em Mianmar.. Foi fundada em 17 de abril de 2021 por um grupo de dezessete pessoas, incluindo Maung Saungkha, um proeminente poeta birmanês e ativista de direitos humanos que participou nos protestos de 2021-2022. O logotipo da organização consiste em nove penas de pavão dispostas em círculo, um símbolo dos últimos reis de Birmânia.

## Objetivos
De acordo com Saungkha, os objetivos do Exército de Libertação do Povo Bamar incluem "[acabar com] o domínio dos budistas bamar sobre outros grupos étnicos", "fortalecer a unidade dos diversos grupos étnicos de Mianmar sob uma união democrática federal", "garantir que, caso Aung San Suu Kyi seja libertada da prisão domiciliar, nenhum compromisso político seja feito em nome da estabilidade do Estado, e do reconhecimento de "um Estado bamar ou unidade constituinte baseada na identidade bamar em uma futura união federal".